# Azuébar
Azuébar település Spanyolországban, Castellón tartományban. Azuébar Aín, Almedíjar, Chóvar és Soneja községekkel határos. Lakosainak száma 352 fő (2024).

## Népesség
A település népessége az elmúlt években az alábbi módon változott:
| Lakosok száma | 340  | 348  | 342  | 336  | 376  | 323  | 322  | 315  | 319  | 352  |
|               | 2001 | 2004 | 2006 | 2009 | 2011 | 2014 | 2016 | 2019 | 2021 | 2024 |